# Groißenbrunn

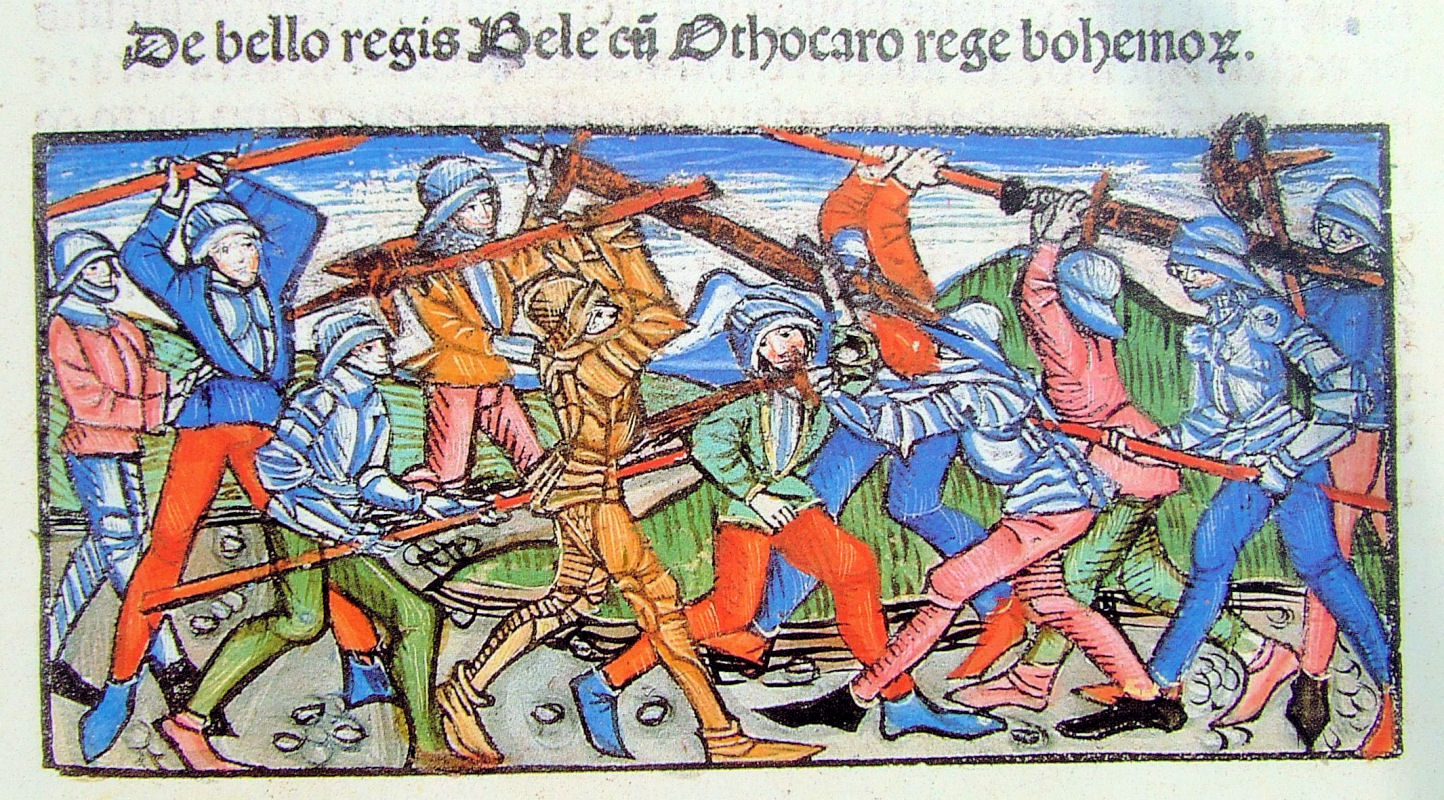
Schlacht bei Kressenbrunn

Groißenbrunn ist ein Ort in der Marktgemeinde Engelhartstetten im Bezirk Gänserndorf in Niederösterreich.

## Geografie
Groißenbrunn liegt im südlichen Marchfeld im Norden der Marktgemeinde im Bereich einer Geländestufe des Wagrams, die hier auch von der Bernstein Straße überwunden wird. Im Süden fließt der Breitenseer Kanal vorbei.

## Geschichte
Der Ort wurde 1150 urkundlich genannt. 1260 fand die Schlacht bei Kressenbrunn (Schlacht bei Groißenbrunn) zwischen Ottokar II. und Bela IV. statt. 1683 war ein Türkeneinfall. 1704/1706 waren Kuruzeneinfälle. Laut Adressbuch von Österreich waren im Jahr 1938 in der Ortsgemeinde Groißenbrunn zwei Binder, zwei Gastwirte, zwei Gemischtwarenhändler, eine Milchgenossenschaft, ein Müller, ein Schlosser, zwei Schmiede, ein Wagner und zahlreiche Landwirte ansässig.

## Verbauung

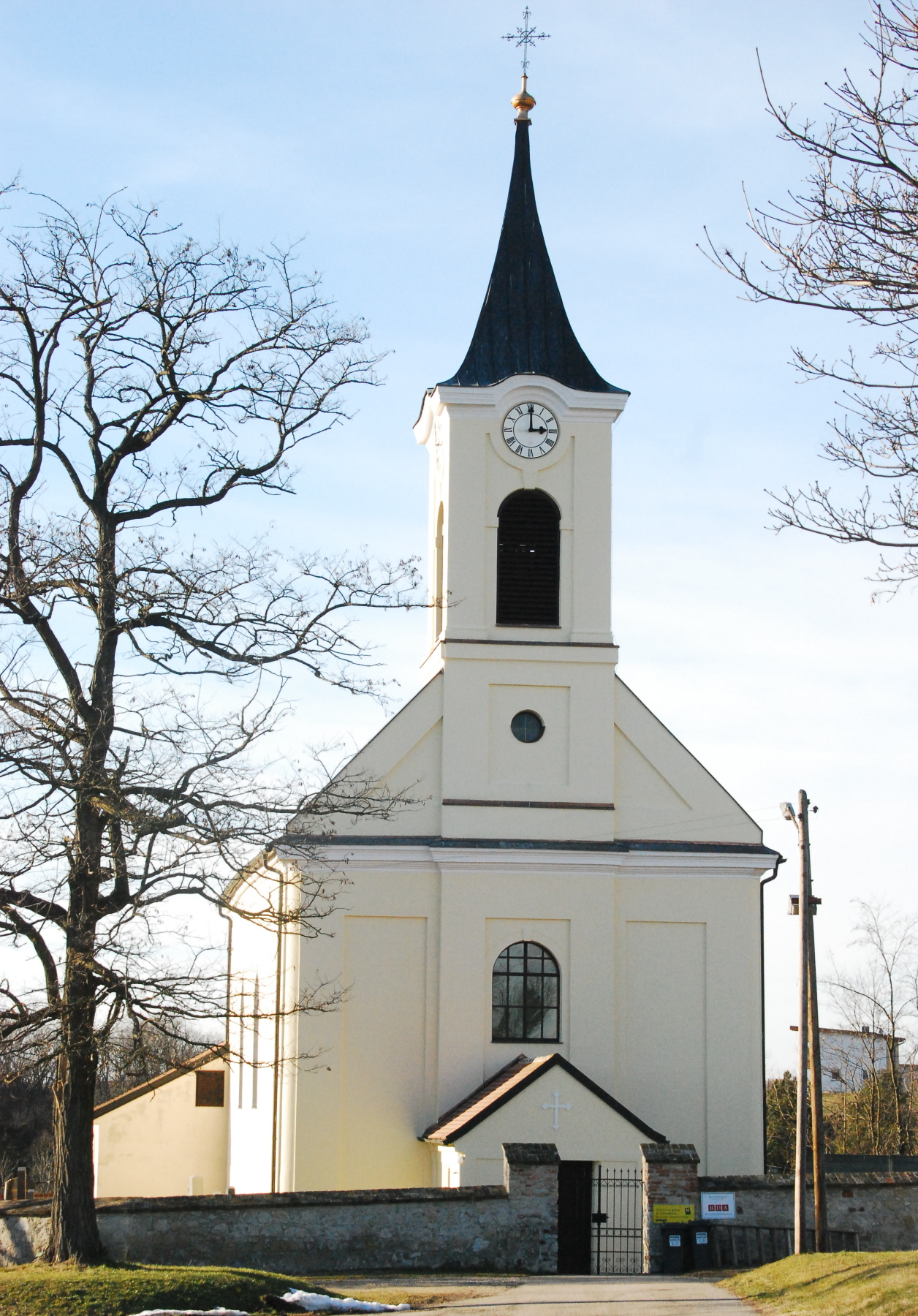
Pfarrkirche Groißenbrunn

Im Norden des leicht abfallenden teils verbauten Angers steht in beherrschender Höhenlage die Pfarrkirche. Die Randstraßen haben großteils eine geschlossene eingeschoßige traufständige Verbauung. Die Zwerchhöfe sind zumeist Gassenfronthäuser mit Giebel. An der westlichen Hinausstraße gibt es Längs- und Querscheunen aus dem Ende des 19. Jahrhunderts.
In der Mitte des Ortes gibt es Teiche, ehemals als Sammelbecken der Wasserspiele im Schloss Schloss Hof.

## Kultur und Sehenswürdigkeiten
- Katholische Pfarrkirche Groißenbrunn hl. Ägydius
- Pfarrhof
- Gasthof

## Persönlichkeiten
- Otto Grim (1911–1994), Schiffbauingenieur und Hochschullehrer